# Marcel Schimscheimer
Marcel Schimscheimer (Rotterdam, 8 september 1963 – Bergen (NH), 9 juli 2024) was een Nederlands basgitarist en producer.

## Jeugd en opleiding
Schimscheimer werd geboren in Rotterdam en groeide op in een muzikaal gezin met drie kinderen in Oss, Noord-Brabant. Omdat zijn oudere broer Edwin piano speelde, besloot hij basgitaar te gaan spelen. Op elfjarige leeftijd richtte hij met Birgit de Boer de band Gimmick op, Zij mochten meespelen in het tv-programma Stuif es in. In 1976 veranderde hij de bandnaam in Martin Diary. Hij won daarmee bij een talentenjacht de Poptalent '80. Op zeventienjarige leeftijd ging hij studeren aan het conservatorium in Hilversum.

## Carrière
Schimscheimer deed in 1981 auditie bij het Europees Jeugd Orkest en werd aangenomen. Met dit orkest trad hij op in onder andere Italië, België, Engeland en Frankrijk. Begin jaren 80 maakte hij muziek voor de Dolly Dots. Hij ging daarna op tournee met de band Willy DeVille. Toen de Dolly Dots eind jaren 80 stopte, ging hij spelen in de band van René Froger en produceerde hij platen voor hem. In 1990 verscheen Frogers album Midnight Man. Hij schreef hier enkele nummers voor. In 1992 schreef hij samen met John van Katwijk het nummer Een klassieke liefde, dat door Ferry van Leeuwen werd gezongen bij het Nationaal Songfestival. Hierna schreef hij voor Fantasyx het nummer Met mij gaat het goed. Sinds 2001 doet hij mee aan concerten van Froger in Ahoy en vanaf 2005 bij De Toppers. In 2001 produceerde hij het muziekalbum Wild Geraas van Jochem van Gelder. Later werd hij ook bassist in het Metropole Orkest. In 2006 produceerde hij het nummer My Impossible Dream van Glennis Grace. Hiermee won zij in dat jaar het Nationaal Songfestival.

## Overlijden
Na een ziekbed overleed Schimscheimer op 60-jarige leeftijd.
- MusicBrainz: 0994c093-f23e-455e-8ecf-4df77dbe025e
- Virtual International Authority File: 285302381